# 方仲滿
方仲滿（英語：Moon Fong，1960年—2025年2月10日）是香港UFO研究者，香港飛碟學會創會會長。

## 生平
方仲滿1983年畢業於香港大學心理學系。1985年赴美國，打工賺取旅遊費。1993年在夏威夷結識一名匈牙利籍飛碟專家，開始隨其研究UFO，1995年起陸續遊歷埃及、秘魯、印度等多國，參加UFO相關會議及參訪古蹟。曾親在墨西哥瑪雅古城的「亡者之路」上目擊UFO。
1996年，回到香港，在當年年底創立香港飛碟學會。
於2025年2月10日因病離世。